# Gruszka (góra)
Gruszka – szczyt znajdujący się pomiędzy Leskiem a Tarnawą Dolną.  
Szczyt wznosi się pomiędzy doliną Kalniczki, Sanu i Hoczewki. Znajduje się na końcu grzbietu, ciągnącego się od Chryszczatej przez Huczek, Gawgań oraz Gabrów Wierch. Góra jest w większości zalesiona. 

## Historia
Podczas II wojny światowej, w ramach Akcji AB i „opróżniania” więzienia w Sanoku, w nocy 5/6 lipca 1940 w lesie na stoku góry Niemcy rozstrzelali 112 więźniów.  W 1947 szczątki ofiar zostały ekshumowane, przeniesione na Cmentarz Centralny w Sanoku i umieszczone w zbiorowej mogile. 
U podnóża wzniesienia Gruszka znajduje się zbiorowa mogiła ofiar egzekucji w formie ziemnego kurhanu, na którym umieszczono upamiętniający zbrodnię obelisk. Na tablicy znajduje się inskrypcja: "Zginęli, abyśmy żyli wolni. Na tym miejscu dnia 5 lipca 1940 r. hitlerowcy rozstrzelali 115 polskich bojowników o wolność ojczyzny. Cześć ich pamięci! W XXI rocznicę – Z. B. o W. i D.".
Z Leska na szczyt wiedzie górski szlak zielony oraz czarny szlak spacerowy „Wzgórze Gruszka”. Istnieje szlak rowerowy "Wzgórze Gruszka" (nr trasy 5A) i długości 46 km, wiodący w okolicy wzniesienia (szlak zaczyna i kończy się w Lesku).

## Galeria

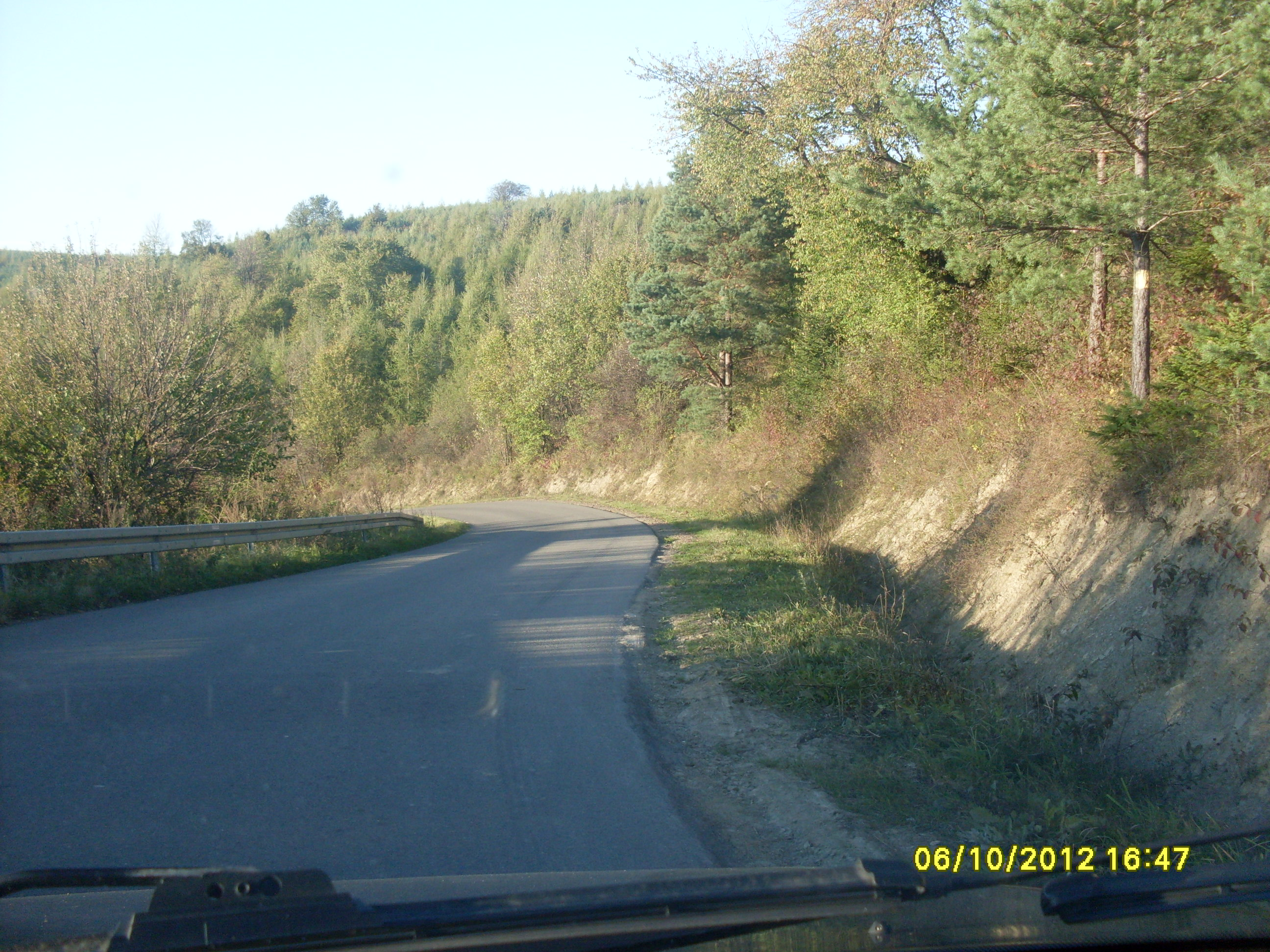
Droga powiatowa 2256R tzw. "Gruszka" - zjazd ze szczytu góry Gruszka
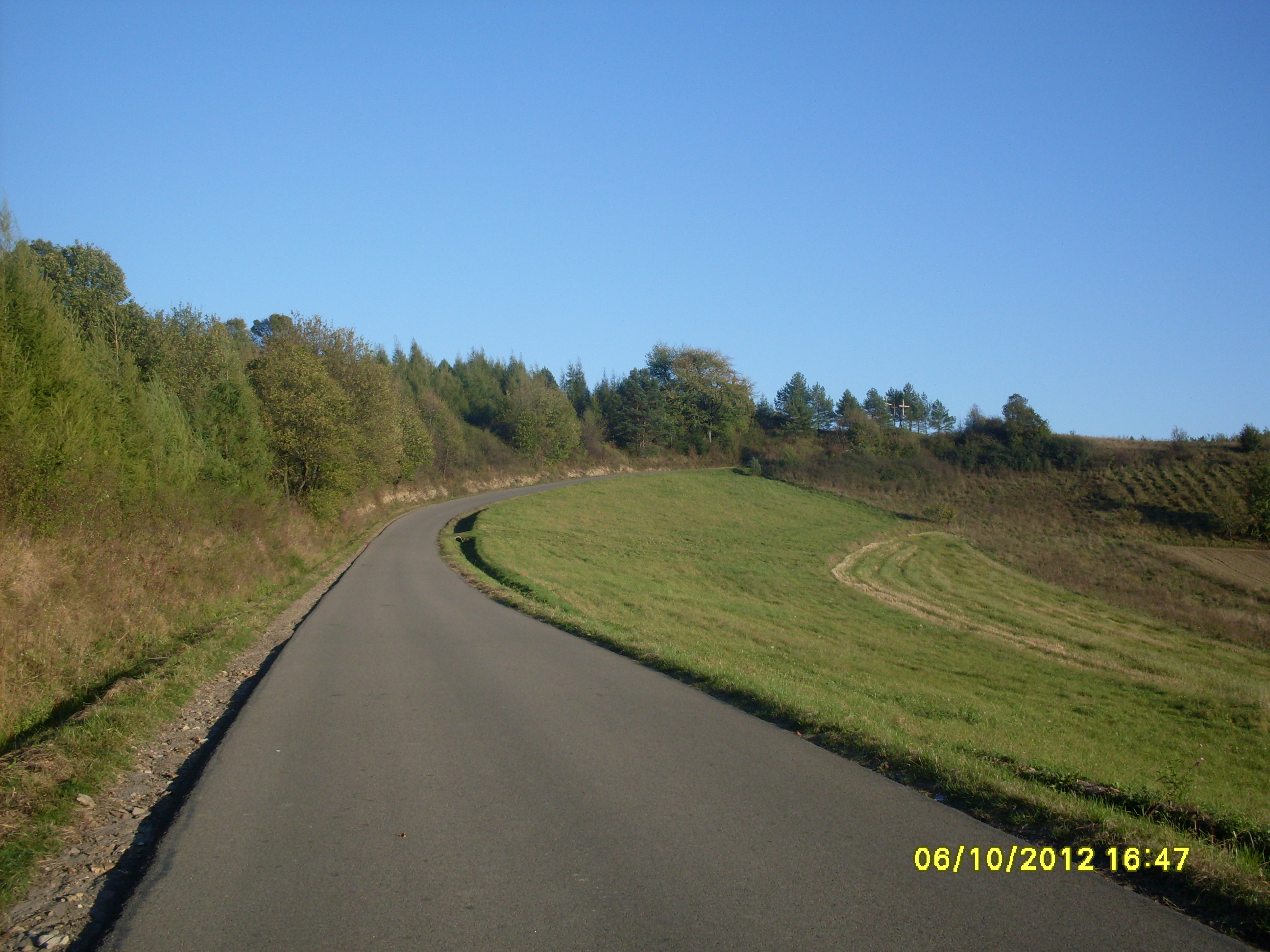
Droga na trasie z Leska do Tarnawy w okolicach szczytu
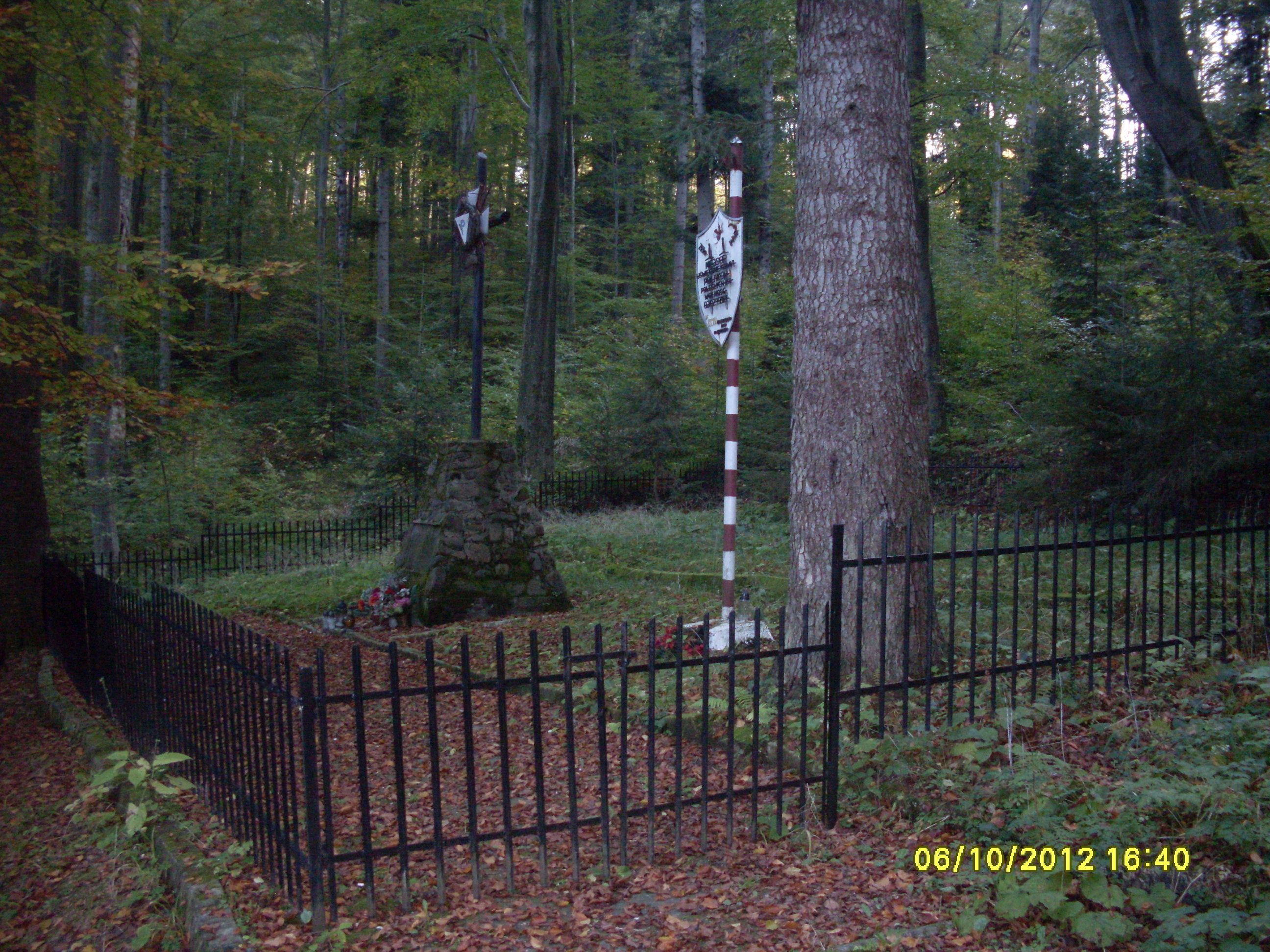
Pomnik ofiar pomordowanych przez Niemców w 1940 roku
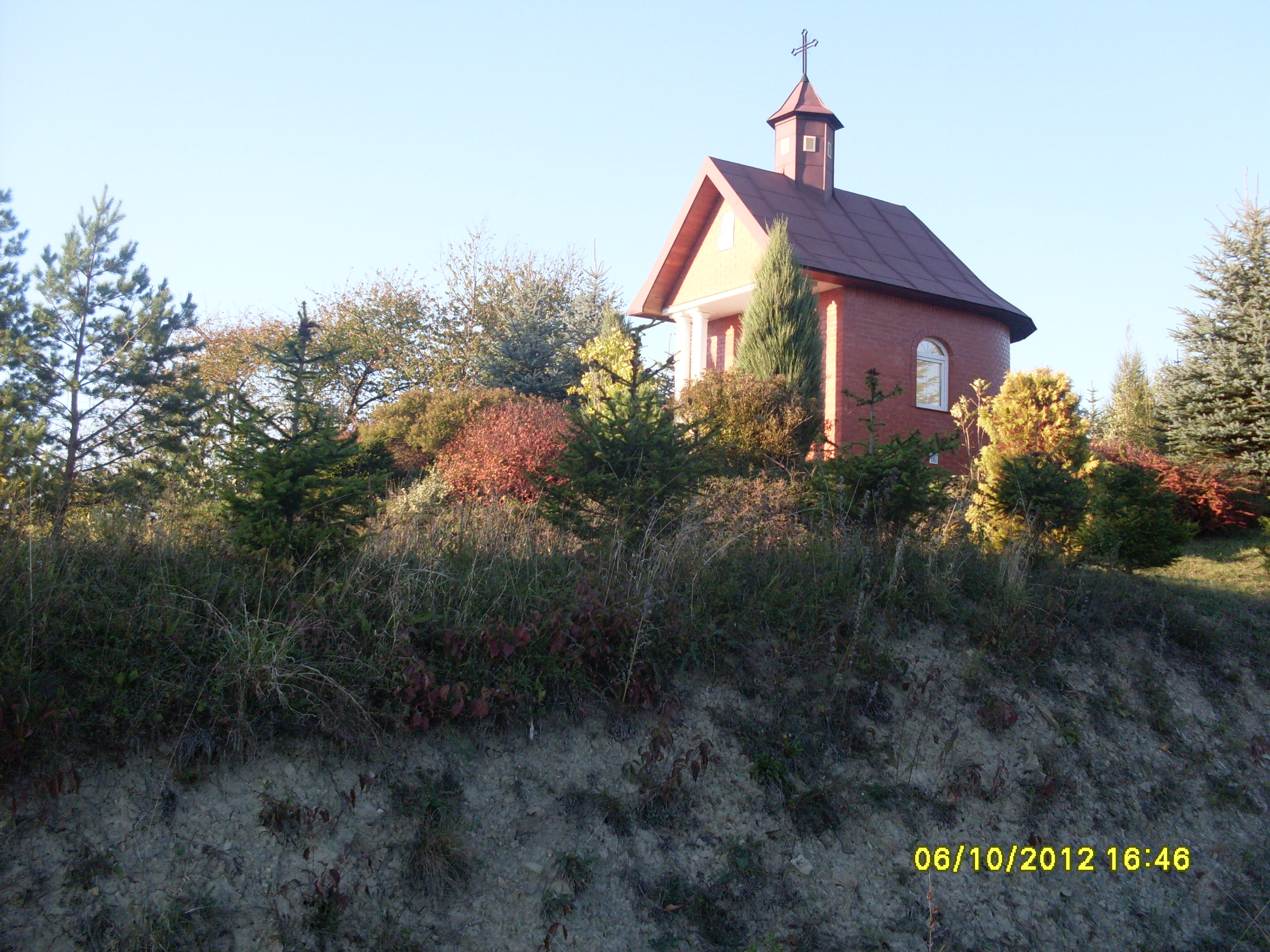
Kaplica nieopodal Gruszki
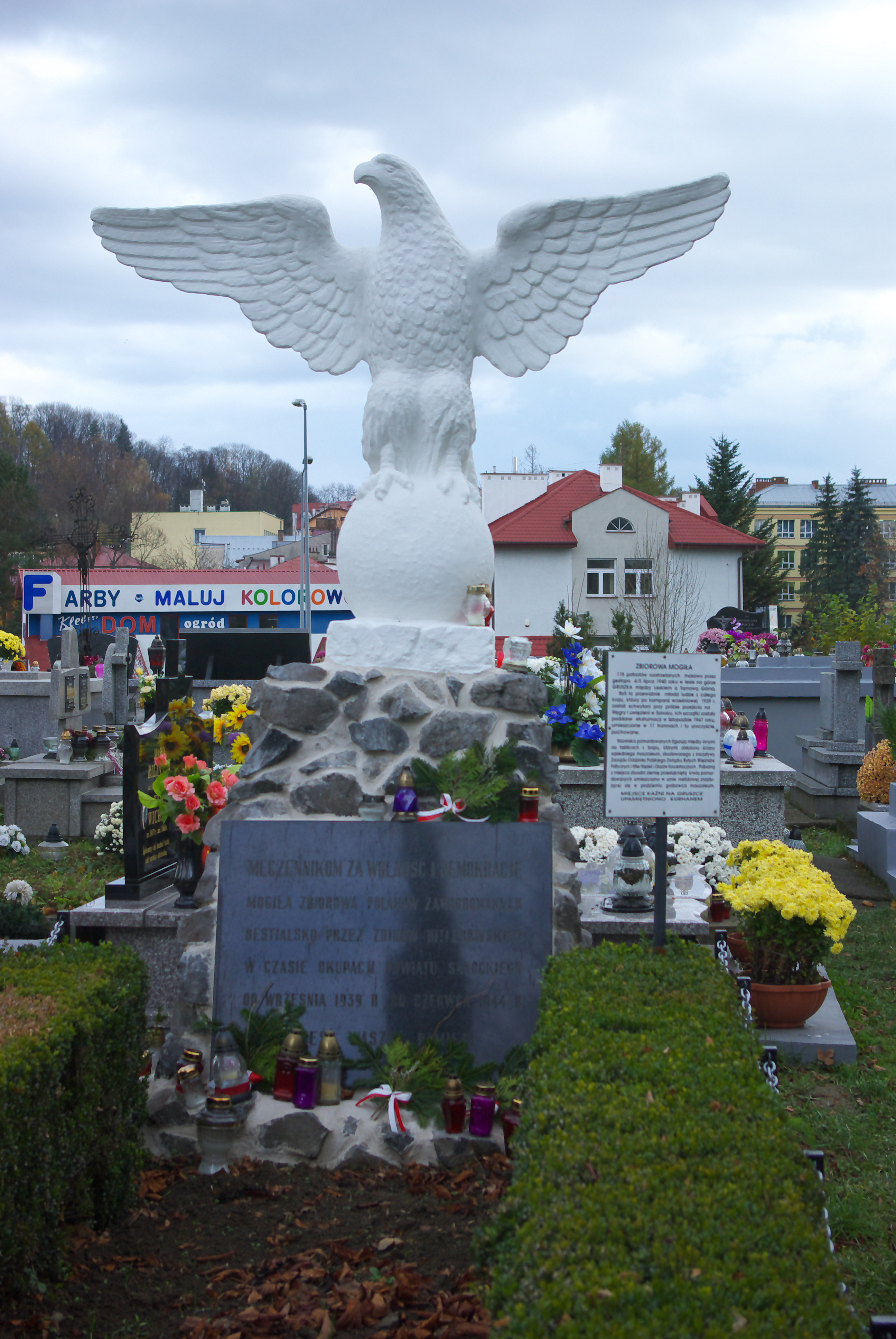
Pomnik na mogile rozstrzelanych, na Cmentarzu Centralnym w Sanoku
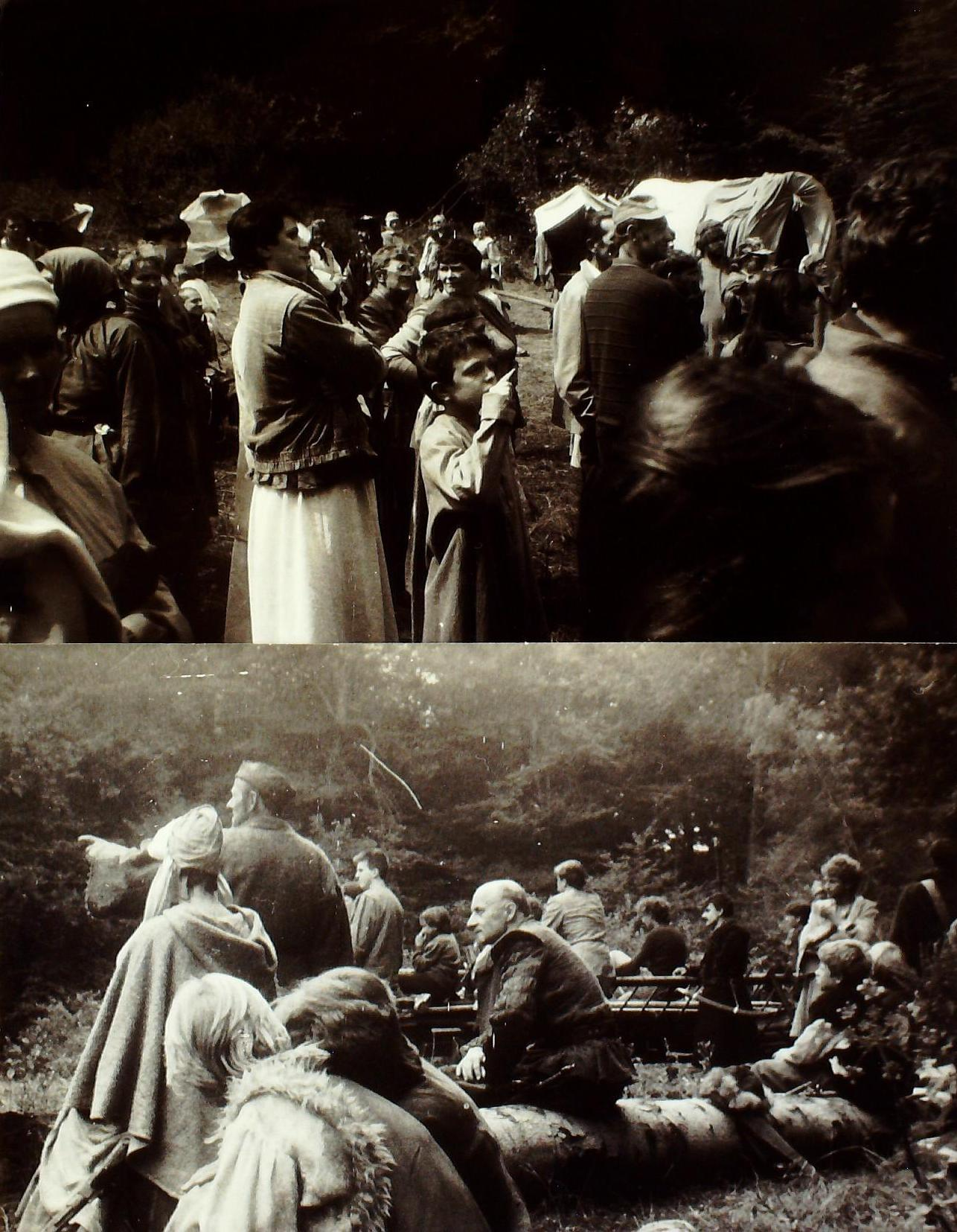
Filmowcy polscy podczas kręcenia filmu Crimen na wzgórzu Gruszka (czerwiec/lipiec, 1987)